# Kitzeck im Sausal
Kitzeck im Sausal  är en kommun i Österrike. Den ligger i distriktet Leibnitz i förbundslandet Steiermark.
Kommunen består av sju orter (Ortschaften) (inom parentes invånarantal 1 januari 2024):

- Brudersegg (115)
- Einöd (109)
- Fresing (348)
- Gauitsch (147)
- Greith (110)
- Neurath (196)
- Steinriegel (142)